# Desatero klíčových hodnot zelené politiky
Desatero klíčových hodnot zelené politiky (také Desatero klíčových hodnot zelené strany, v originálu Ten Key Values of the Green Party) je programové prohlášení zelené politiky, které bylo poprvé formulováno v roce 1984 v rámci Green Committees of Correspondence v USA. Jednalo se o rozšíření původního programu německých Zelených ze 70. let 20. století čtyři pilíře zelené politiky. Text přijal sjezd americké Strany zelených v roce 2000 v coloradském Denveru.
Desatero tvoří tyto programové body:
- Ekologické myšlení
- Sociální spravedlnost
- Účastnická demokracie
- Nenásilí
- Decentralizace
- Komunitně orientovaná ekonomika
- Postpatriarchální hodnoty
- Respekt k odlišnosti
- Globální odpovědnost
- Zaměření na budoucnost